# Yamaranguila (ort)
Yamaranguila är en ort i Honduras.   Den ligger i departementet Departamento de Intibucá, i den västra delen av landet, 110 km väster om huvudstaden Tegucigalpa. Yamaranguila ligger 1 737 meter över havet och antalet invånare är 1 187.
Terrängen runt Yamaranguila är lite bergig. Runt Yamaranguila är det ganska tätbefolkat, med 56 invånare per kvadratkilometer. Närmaste större samhälle är La Esperanza, 8,1 km öster om Yamaranguila. 